# Hemminga (geslacht)
Hemminga is de  naam van een Fries eigenerfdengeslacht dat ten tijde van de Republiek deel ging uitmaken van de Friese regentenklasse. Het geslacht liet voornamelijk zijn sporen na in Beetsterzwaag en Olterterp, alsook door veenvergravingen in de omgeving van Boornbergum. Johannes Martinus Hemminga was vermoedelijk degene die het nu geheten Eysingahuis liet bouwen. Sommige familieleden worden ook genoemd als Van Hemminga.

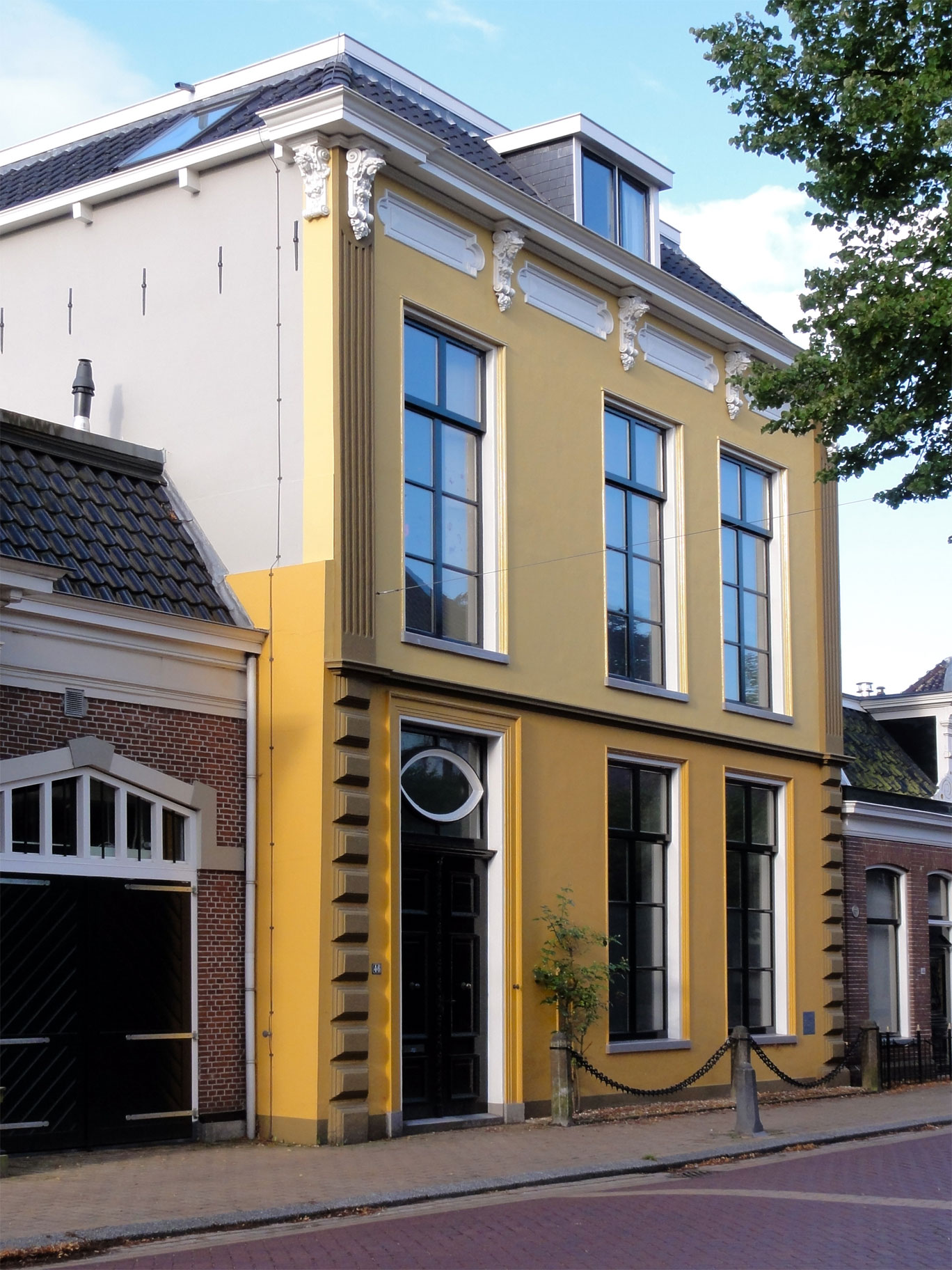
Het Eysingahuis aan de Hoofdstraat van Beetsterzwaag

## Herkomst van de naam Hemminga
De stamvader van de Hemminga's is afkomstig van Kortehemmen. Dit verklaart de naam Hemminga (de uitgang -inga betekent hier 'afkomstig van'). Waarschijnlijk verhuisde Johannes Martinus (ca. 1597-1646) van Kortehemmen naar Beetsterzwaag, waar hij de naam Hemminga ging gebruiken.

## Fragmentgenealogie
Hieronder volgt een overzicht van de naamdragers en de voorouders daarvan in mannelijke lijn. Voordat de achternaam overging van vader op zoon werd gebruikgemaakt van patroniemen.

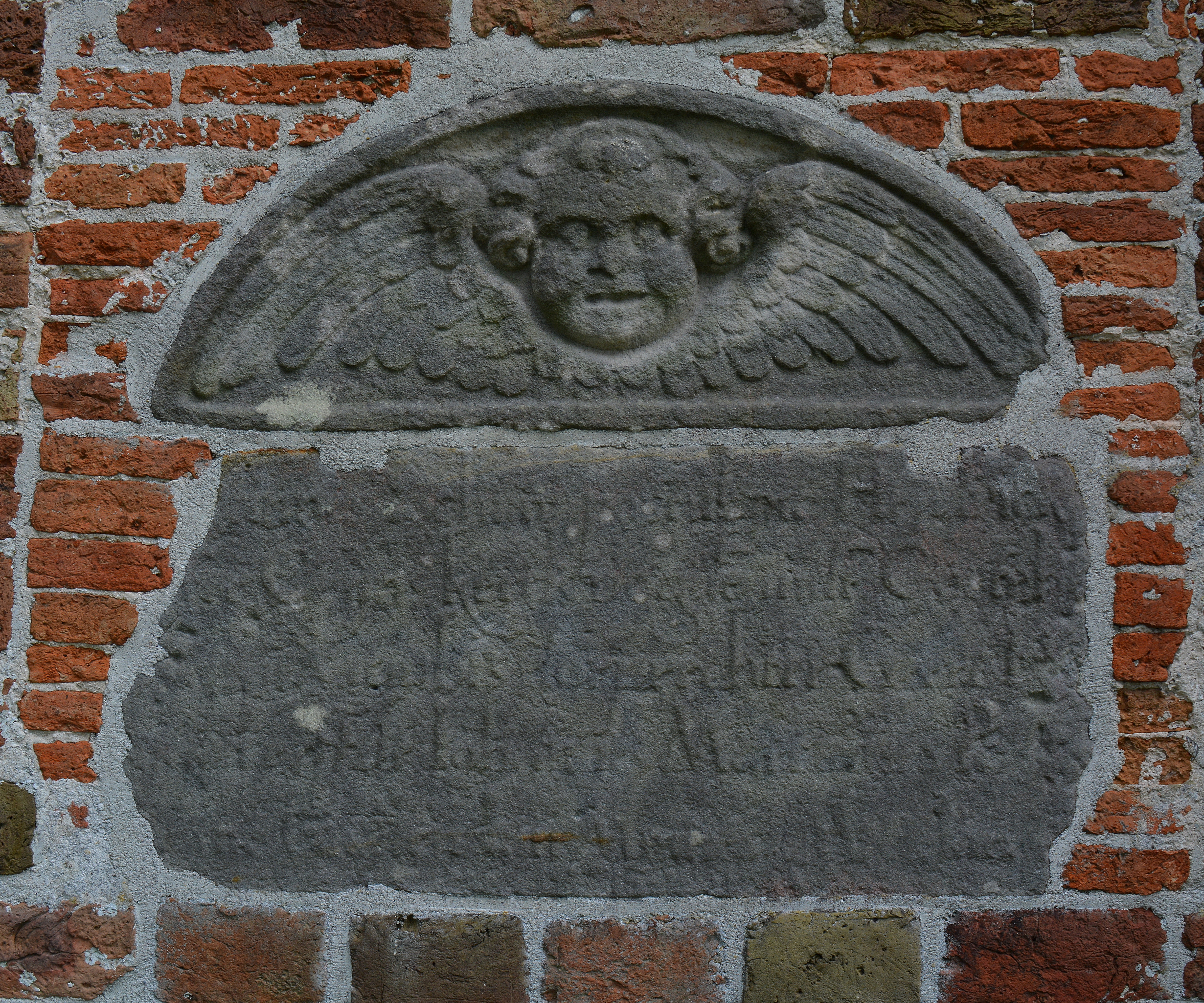
Gevelsteen in de kerk van Kortehemmen, waarop genoemd worden "[Martini] Joachimi, postulant, Hendrick [Geerts] [Peter] Crijns kerckvoochde(n) va(n) Corte[hemmen] [Liu]ppe Gauwes dor[psrechter] Geert H[endricks] [Ei]generfde, Johannes Martinides."

### Fragmentgenealogie stamvaders
- Teye Aebeles (ca. 1480-1545), eigenerfde te Duurswoude, gehuwd met Tyetje (1483-1547)
  - Jochum Teyes (ca. 1500-na 1556), gehuwd met Wyts Gottes, dochter van Gotte Baukes (grietman van Smallingerland in 1514)
    - Martinus Jochums (ca. 1555-tussen 1638 en 1645), procureur-postulant (gerechten Smallingerland en Opsterland), gehuwd met Epck Halbes (ca. 1563-na 1645)

Teye Aebeles was mogelijk een broer van Lyckle Eebles, stamvader van het geslacht Lycklama à Nijeholt.
Broers van Jochum Teyes waren onder meer Focke Teyes, grietman van Opsterland en stamvader van het grietmansgeslacht Fockens, en Alle Teyes, burgemeester van Leeuwarden in 1566 en ondertekenaar van het Verbond der Edelen in datzelfde jaar. Martinus Jochums had onder meer Joucke Jochums, grietman van Smallingerland en bijgenaamd de 'foalle-strûper', tot broer. Joucke Jochums ondertekende de Unie van Utrecht in 1579 en was in 1620 aanwezig bij de begrafenis van stadhouder Willem Lodewijk.

### Fragmentgenealogie Hemminga

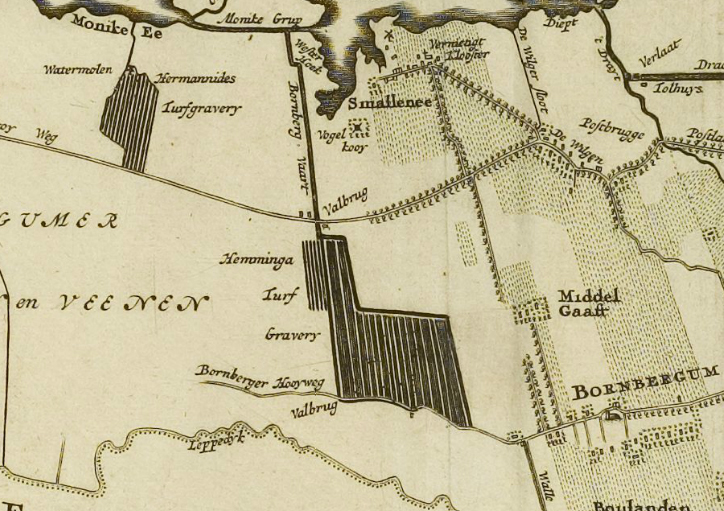
De Hemminga Veencompagnie of 'Turfgraverij' in de Schotanusatlas van 1718

- Johannes Martinus Hemminga (ca. 1597-1646), notaris, schoolmeester en equipagemeester-ter-zee, gehuwd met Taetske Siercks - hij werd vermoord op de Drachtster Hooiweg ter hoogte van De Wilgen
  - Dr. Wiggerus (van) Hemminga (1626-1681), advocaat aan het Hof van Friesland
  - Dr. Sirck Hemminga (1629-1650), advocaat aan het Hof van Friesland
  - Ayso Johannes (van) Hemminga (1632-1690), voorechtelijke relatie met Elisabeth Hayes, (ca. 1632-ca. 1654), gehuwd met Rintskje Broers Boelens (1628-1672), mederechter van Opsterland, gedeputeerde van Friesland en oprichter van de Hemminga Veencompagnie
    - Ayso Hayes Hemminga (uit de relatie met Elisabeth Hayes, ca. 1654-1743), schoolmeester, gehuwd met Grietje Ekkes Buruns, tweede huwelijk met Grietje Edzes Ruitenbergh (ca. 1660-1746)
    - Hillegonda (van) Hemminga (1655-1730), gehuwd met Augustinus Lycklama à Nijeholt (1642-1715), secretaris van Opsterland
    - Haeckjen (van) Hemminga (1657-1715), gehuwd met Lambartus Beintema, kapitein van een compagnie infanterie[5]
    - Taetske (van) Hemminga (1661-1688), gehuwd met Pieter Cornelis Backer, koopman te Leeuwarden
    - Ypckjen (van) Hemminga (1665-1739), gehuwd met haar neef Boelardus van Boelens, luitenant van een compagnie ruiterij
    - Johannes (van) Hemminga (1670-1673), op driejarige leeftijd gestorven aan de kinderpokken

## Tegenwoordige tijd
Heden ten dage komt de naam nog steeds voor. In mannelijke lijn zijn er nakomelingen bekend van Ayso Hayes Hemminga, waaronder een tak die met Ruardi Hemminga (1744-1796) vanuit Beetsterzwaag naar Amsterdam verhuisde. Enkele nakomelingen in vrouwelijke lijn namen ook de naam Hemminga aan ten tijde van Napoleon.

## Wapen
Op meerdere grafstenen in de Hippolytuskerk te Olterterp is het wapen te zien van de familie Hemminga, dat als volgt wordt geblazoeneerd. Gedeeld: rechts, in goud een Friese adelaar. Links, op keel, paalsgewijs geplaatst twee gouden eikels waartussen een gouden korenaar. Het helmteken is een eikel. De eikels en de korenaar symboliseren de eigenerfdenstand, gebaseerd op grondbezit. Dit wapen komt, zonder de adelaar, ook voor op een lakstempel in het bezit van nakomelingen van de familie.

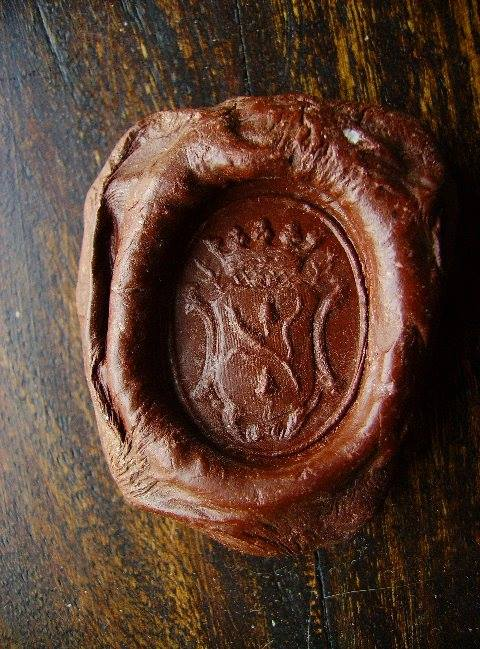
Zegelafdruk wapen Hemminga zonder adelaar